# Happy (bài hát của Pharrell Williams)
"Happy" là một bài hát được viết lời, sản xuất và thể hiện bởi nghệ sĩ thu âm người Mỹ Pharrell Williams nằm trong album nhạc phim của bộ phim năm 2013 Despicable Me 2 cũng như album phòng thu thứ hai của anh, Girl (2014). Nó được phát hành lần đầu tiên như là đĩa đơn đầu tiên trích từ hai album vào ngày 21 tháng 11 năm 2013 bên cạnh một video hình thái dài bởi Back Lot Music, i Am Other và Columbia Records. Sau khi góp giọng trong một số đĩa đơn thành công của nhiều nghệ sĩ khác, như "Get Lucky" và "Lose Yourself to Dance" của Daft Punk cũng như "Blurred Lines" của Robin Thicke, Williams quyết định quay lại phòng thu để thực hiện album đầu tiên của anh sau bảy năm, kể từ In My Mind (2006). Được dự định sẽ do CeeLo Green thể hiện nhưng đã bị từ chối, "Happy" là một bản soul và neo soul mang nội dung đề cập đến những niềm vui và hạnh phúc trong cuộc sống hằng ngày của mỗi người, trong đó Williams phần lớn sử dụng chất giọng giả thanh xuyên suốt bài hát và đã thu hút nhiều sự so sánh với một số tác phẩm của Curtis Mayfield.
Sau khi phát hành, "Happy" nhận được những phản ứng tích cực từ các nhà phê bình âm nhạc, trong đó họ đánh giá cao giai điệu hấp dẫn, chất giọng của Williams cũng như quá trình sản xuất của nó. Bài hát còn gặt hái nhiều giải thưởng và đề cử tại những lễ trao giải lớn, bao gồm đề cử giải Oscar cho Bài hát gốc xuất sắc nhất và chiến thắng một giải Grammy ở hạng mục Trình diễn đơn ca pop xuất sắc nhất tại lễ trao giải thường niên lần thứ 57. "Happy" cũng tiếp nhận những thành công ngoài sức tưởng tượng về mặt thương mại với việc đứng đầu các bảng xếp hạng ở hơn 24 quốc gia, bao gồm nhiều thị trường lớn như Úc, Áo, Bỉ, Canada, Đan Mạch, Pháp, Đức, Hungary, Ireland, Ý, Hà Lan, New Zealand, Na Uy, Ba Lan, Tây Ban Nha, Thụy Sĩ và Vương quốc Anh, và lọt vào top 10 ở hầu hết những quốc gia nó xuất hiện. Tại Hoa Kỳ, nó đạt vị trí số một trên bảng xếp hạng Billboard Hot 100 trong mười tuần liên tiếp, trở thành đĩa đơn quán quân thứ tư của nam ca sĩ và đầu tiên dưới cương vị nghệ sĩ hát đơn, đồng thời tiêu thụ được hơn 7.5 triệu bản tại đây.
Vào Ngày Quốc tế Hạnh phúc năm 2014, Williams và Quỹ Liên Hợp Quốc đã tiến hành thực hiện video ca nhạc 24 giờ đầu tiên trên thế giới cho "Happy", trong đó bao gồm những cảnh Williams và mọi người vui vẻ và nhún nhảy theo bài hát. Một phiên bản biên tập lại của nó đã nhận được hai đề cử tại giải Video âm nhạc của MTV năm 2014 ở hạng mục Video của năm, Video xuất sắc nhất của nam ca sĩ cũng như chiến thắng một giải Grammy cho Video ca nhạc xuất sắc nhất vào năm 2015. Để quảng bá bài hát, nam ca sĩ đã trình diễn "Happy" trên nhiều chương trình truyền hình và lễ trao giải lớn, bao gồm The Ellen DeGeneres Show, Saturday Night Live, Today, giải Oscar lần thứ 86 và giải Grammy lần thứ 57. Kể từ khi phát hành, bài hát đã được hát lại và sử dụng làm nhạc mẫu bởi nhiều nghệ sĩ, như "Weird Al" Yankovic, Maroon 5, Miley Cyrus, Pentatonix, Conor Maynard, Sam Tsui và dàn diễn viên của Glee. Tính đến nay, nó đã bán được hơn 13.9 triệu bản trên toàn cầu, trở thành đĩa đơn bán chạy nhất năm 2014 cũng như là một trong những đĩa đơn bán chạy nhất mọi thời đại.

## Danh sách bài hát
- Tải kĩ thuật số[1]

1. "Happy" – 3:53

- Đĩa CD tại châu Âu và Anh quốc[2]

1. "Happy" – 3:53
2. "Happy" (không lời) – 3:56

- Đĩa 7" tại Hoa Kỳ[2]

1. "Happy" – 3:53
2. "Just A Cloud Away" – 2:56

## Thành phần thực hiện
Thành phần thực hiện được trích từ ghi chú của Despicable Me 2: Original Motion Picture Soundtrack, Columbia Records.
Thu âm
- Thu âm Circle House Studios, Miami, Florida
- Phối khí tại Music Box Studios, Atlanta, Georgia

Thành phần
- Pharrell Williams – giọng chính, đàn phím, trống, bass guitar, viết lời, sản xuất
- Rhea Dummett – hát nền
- Trevon Henderson – hát nền
- Ashley L. Lee – hát nền
- Shamika Hightower – hát nền
- Jasmine Murray – hát nền
- Terrence Rolle – hát nền
- Mike Larson – thu âm, hiệu chỉnh kĩ thuật số, sắp xếp
- Matthew Desrameaux – hỗ trợ thu âm
- Ali Khazaee – ảnh bìa
- Andrew Coleman – hiệu chỉnh kĩ thuật số, sắp xếp
- Leslie Brathwaite – phối khí
- Reuben Cohen – master

## Xếp hạng
| Bảng xếp hạng (2013–14)                   | Vị trí cao nhất |
| ----------------------------------------- | --------------- |
| Úc (ARIA)                                 | 1               |
| Áo (Ö3 Austria Top 40)                    | 1               |
| Bỉ (Ultratop 50 Flanders)                 | 1               |
| Bỉ (Ultratop 50 Wallonia)                 | 1               |
| Brazil (Billboard Brasil Hot 100)         | 17              |
| Canada (Canadian Hot 100)                 | 1               |
| Cộng hòa Séc (Rádio Top 100)              | 1               |
| Cộng hòa Séc (Singles Digitál Top 100)    | 1               |
| Đan Mạch (Tracklisten)                    | 1               |
| Châu Âu Digital Song Sales (Billboard)    | 1               |
| Phần Lan (Suomen virallinen lista)        | 7               |
| Pháp (SNEP)                               | 1               |
| Đức (Official German Charts)              | 1               |
| Hy Lạp Nhạc số (Billboard)                | 1               |
| Hungary (Rádiós Top 40)                   | 1               |
| Hungary (Single Top 40)                   | 1               |
| Hungary (Dance Top 40)                    | 4               |
| Ireland (IRMA)                            | 1               |
| Israel (Media Forest)                     | 1               |
| Ý (FIMI)                                  | 1               |
| Nhật Bản (Japan Hot 100)                  | 5               |
| Luxembourg Digital Song Sales (Billboard) | 1               |
| Mexico Ingles Airplay (Billboard)         | 1               |
| Hà Lan (Dutch Top 40)                     | 1               |
| Hà Lan (Single Top 100)                   | 1               |
| New Zealand (Recorded Music NZ)           | 1               |
| Na Uy (VG-lista)                          | 1               |
| Ba Lan (Polish Airplay Top 100)           | 1               |
| Bồ Đào Nha Nhạc số (Billboard)            | 1               |
| Romania (Airplay 100)                     | 1               |
| Scotland (OCC)                            | 2               |
| Nam Phi (EMA)                             | 1               |
| Slovakia (Rádio Top 100)                  | 1               |
| Slovenia (SloTop50)                       | 1               |
| Tây Ban Nha (PROMUSICAE)                  | 1               |
| Thụy Điển (Sverigetopplistan)             | 3               |
| Thụy Sĩ (Schweizer Hitparade)             | 1               |
| Anh Quốc (OCC)                            | 1               |
| Hoa Kỳ Billboard Hot 100                  | 1               |
| Hoa Kỳ Adult Contemporary (Billboard)     | 1               |
| Hoa Kỳ Adult Pop Airplay (Billboard)      | 1               |
| Hoa Kỳ Dance/Mix Show Airplay (Billboard) | 11              |
| Hoa Kỳ Dance Club Songs (Billboard)       | 14              |
| Hoa Kỳ Hot R&B/Hip-Hop Songs (Billboard)  | 1               |
| Hoa Kỳ Pop Airplay (Billboard)            | 1               |
| Hoa Kỳ Rhythmic (Billboard)               | 1               |
| Venezuela Pop Rock (Record Report)        | 1               |

| Bảng xếp hạng                        | Vị trí |
| ------------------------------------ | ------ |
| UK Singles (Official Charts Company) | 6      |
| US Billboard Hot 100                 | 79     |
| US Hot R&B/Hip-Hop Songs (Billboard) | 26     |

| Bảng xếp hạng (2013)                       | Vị trí |
| ------------------------------------------ | ------ |
| Australia (ARIA)                           | 92     |
| France (SNEP)                              | 68     |
| Netherlands (Dutch Top 40)                 | 9      |
| Netherlands (Single Top 100)               | 5      |
| UK Singles (Official Charts Company)       | 85     |
| Bảng xếp hạng (2014)                       | Vị trí |
| Australia (ARIA)                           | 1      |
| Austria (Ö3 Austria Top 40)                | 2      |
| Belgium (Ultratop 50 Flanders)             | 1      |
| Belgium (Ultratop 50 Wallonia)             | 1      |
| Brazil (Billboard Hot 100 Airplay)         | 10     |
| Canada (Canadian Hot 100)                  | 1      |
| Denmark (Tracklisten)                      | 2      |
| France (SNEP)                              | 1      |
| Germany (Official German Charts)           | 2      |
| Hungary (Rádiós Top 40)                    | 6      |
| Hungary (Single Top 10)                    | 1      |
| Hungary (Dance Top 40)                     | 18     |
| Ireland (IRMA)                             | 1      |
| Israel (Media Forest)                      | 1      |
| Italy (FIMI)                               | 2      |
| Japan (Japan Hot 100)                      | 6      |
| Netherlands (Dutch Top 40)                 | 9      |
| Netherlands (Single Top 100)               | 2      |
| New Zealand (Recorded Music NZ)            | 1      |
| Poland (ZPAV)                              | 4      |
| Slovenia (SloTop50)                        | 4      |
| South Korea (Gaon International Singles)   | 20     |
| South Korea (Gaon International Singles)   | 76     |
| South Korea (Gaon International Singles)   | 91     |
| Spain (PROMUSICAE)                         | 2      |
| Sweden (Sverigetopplistan)                 | 6      |
| Switzerland (Schweizer Hitparade)          | 1      |
| UK Singles (Official Charts Company)       | 1      |
| US Billboard Hot 100                       | 1      |
| US Adult Contemporary (Billboard)          | 6      |
| US Adult Top 40 (Billboard)                | 7      |
| US Pop Songs (Billboard)                   | 9      |
| US Hot R&B/Hip-Hop Songs (Billboard)       | 1      |
| US Rhythmic (Billboard)                    | 12     |
| Venezuela Pop Rock General (Record Report) | 2      |
| Worldwide (IPFI)                           | 1      |
| Bảng xếp hạng (2015)                       | Vị trí |
| France (SNEP)                              | 70     |
| Hungary (Single Top 10)                    | 63     |
| Japan (Japan Hot 100)                      | 41     |
| Netherlands (Single Top 100)               | 100    |
| South Korea (Gaon International Singles)   | 20     |
| Spain (PROMUSICAE)                         | 87     |
| Bảng xếp hạng (2016)                       | Vị trí |
| South Korea (Gaon International Singles)   | 35     |
| Bảng xếp hạng (2017)                       | Vị trí |
| South Korea (Gaon International Singles)   | 66     |

## Chứng nhận
| Quốc gia | Chứng nhận   | Số đơn vị/doanh số chứng nhận |
| --- | ------------ | ----------------------------- |
| Úc (ARIA) | 11× Bạch kim | 770.000‡                      |
| Áo (IFPI Áo) | Vàng         | 15.000*                       |
| Bỉ (BEA) | 4× Bạch kim  | 80.000‡                       |
| Canada (Music Canada) | 8× Bạch kim  | 0*                            |
| Đan Mạch (IFPI Đan Mạch) | Bạch kim     | 30.000^                       |
| Pháp (SNEP) | Kim cương    | 335,000                       |
| Đức (BVMI) | Kim cương    | 1.000.000‡                    |
| Ý (FIMI) | 6× Bạch kim  | 180.000‡                      |
| Nhật Bản (RIAJ) | Bạch kim     | 250.000^                      |
| México (AMPROFON) | 3× Bạch kim  | 180.000*                      |
| New Zealand (RMNZ) | 6× Bạch kim  | 90.000*                       |
| Na Uy (IFPI) | 3× Bạch kim  | 30.000*                       |
| Hàn Quốc (Gaon Chart) | —            | 1,174,289                     |
| Tây Ban Nha (PROMUSICAE) | 4× Bạch kim  | 160.000‡                      |
| Thụy Điển (GLF) | 4× Bạch kim  | 80.000‡                       |
| Thụy Sĩ (IFPI) | 3× Bạch kim  | 90.000^                       |
| Anh Quốc (BPI) | 4× Bạch kim  | 2,629,657                     |
| Hoa Kỳ (RIAA) | 7× Bạch kim  | 7.000.000‡                    |
| Streaming |              |                               |
| Đan Mạch (IFPI Đan Mạch) | 4× Bạch kim  | 10.400.000^                   |
| Tây Ban Nha (PROMUSICAE) | 2× Bạch kim  | 16.000.000*                   |
| * Chứng nhận dựa theo doanh số tiêu thụ. ^ Chứng nhận dựa theo doanh số nhập hàng. ‡ Chứng nhận dựa theo doanh số tiêu thụ và phát trực tuyến. |              |                               |